# Pomadasys argenteus
Pomadasys argenteus är en fiskart som först beskrevs av Forsskål, 1775.  Pomadasys argenteus ingår i släktet Pomadasys och familjen Haemulidae. IUCN kategoriserar arten globalt som livskraftig. Inga underarter finns listade i Catalogue of Life.